# Pattaya Women's Open 2001
Il Pattaya Women's Open 2001 è stato un torneo di tennis giocato sul cemento. È stata l'11ª edizione del Pattaya Women's Open, che fa parte della categoria Tier V nell'ambito del WTA Tour 2001. Si è giocato a Pattaya in Thailandia, dal 5 all'11 novembre 2001.

## Campioni

### Singolare
Patty Schnyder ha battuto in finale  Henrieta Nagyová con il punteggio di 6–0, 6–4

### Doppio
Åsa Svensson /  Iroda Tulyaganova hanno battuto in finale  Liezel Huber /  Wynne Prakusya con il punteggio di 4–6, 6–3, 6–3